# Ligne Miyafuku
La ligne Miyafuku (宮福線, Miyafuku-sen) est une ligne ferroviaire japonaise exploitée par la Kyoto Tango Railway reliant la ville de Fukuchiyama à celle de Miyazu.

## Histoire
La ligne ouvre dans son intégralité le 16 juillet 1988. Elle est électrifiée en 1996, permettant des services communs avec la ligne Fukuchiyama de la JR West.

## Caractéristiques

### Ligne
- Longueur : 30,4 km
- Ecartement : 1 067 mm
- Electrification : courant continu 1500 V
- Nombre de voies : voie unique

### Liste des gares
La ligne comprend 14 gares avec une distance moyenne de 2,34 km entre chaque gare. La ligne est représentée par le symbole F.
- Les trains Locaux sont sur la colonne L
- Les trains Rapid Service sont sur la colonne R
- Les trains Limited Express sont sur la colonne L.E

| Numéro de gare | Gare                           | Nom japonais     | Distance entre chaque gare | Distance depuis Fukuchiyama | L | R     | L.E | Correspondance                | Localisation | Localisation        |
| -------------- | ------------------------------ | ---------------- | -------------------------- | --------------------------- | - | ----- | --- | ----------------------------- | ------------ | ------------------- |
| F01            | Fukuchiyama                    | 福知山           | -                          | 0                           |   |       |     | JR West : San'in, Fukuchiyama | Fukuchiyama  | Préfecture de Kyoto |
| F02            | Fukuchiyama-Shimin-Byōin-Guchi | 福知山市民病院口 | 1,5                        | 1,5                         |   | （※） |     |                               | Fukuchiyama  | Préfecture de Kyoto |
| F03            | Araga-Kashinokidai             | 荒河かしの木台   | 1,4                        | 2,9                         |   |       |     |                               | Fukuchiyama  | Préfecture de Kyoto |
| F04            | Maki                           | 牧               | 2,2                        | 5,1                         |   |       |     |                               | Fukuchiyama  | Préfecture de Kyoto |
| F05            | Shimo-Amazu                    | 下天津           | 2,5                        | 7,6                         |   | （※） |     |                               | Fukuchiyama  | Préfecture de Kyoto |
| F06            | Gujō                           | 公庄             | 2,4                        | 10,0                        |   | （※） |     |                               | Fukuchiyama  | Préfecture de Kyoto |
| F07            | Ōe                             | 大江'            | 2,5                        | 12,5                        |   |       |     |                               | Fukuchiyama  | Préfecture de Kyoto |
| F08            | Ōe-Kōkō-Mae                    | 大江高校前       | 0,9                        | 13,4                        |   | （※） |     |                               | Fukuchiyama  | Préfecture de Kyoto |
| F09            | Futamata                       | 二俣             | 2,0                        | 15,4                        |   |       |     |                               | Fukuchiyama  | Préfecture de Kyoto |
| F10            | Ōeyamaguchi-Naiku              | 大江山口内宮     | 2,2                        | 17,6                        |   |       |     |                               | Fukuchiyama  | Préfecture de Kyoto |
| F11            | Karakawa                       | 辛皮             | 3,7                        | 21,3                        |   | （※） |     |                               | Miyazu       | Préfecture de Kyoto |
| F12            | Kita                           | 喜多             | 6,0                        | 27,3                        |   | （※） |     |                               | Miyazu       | Préfecture de Kyoto |
| F13            | Miyamura                       | 宮村             | 1,6                        | 28,9                        |   |       |     |                               | Miyazu       | Préfecture de Kyoto |
| 14             | Miyazu                         | 宮津             | 1,5                        | 30,4                        |   |       |     | KTR : Miyazu                  | Miyazu       | Préfecture de Kyoto |

（※） Seulement une partie des trains s'arrête

## Matériel roulant

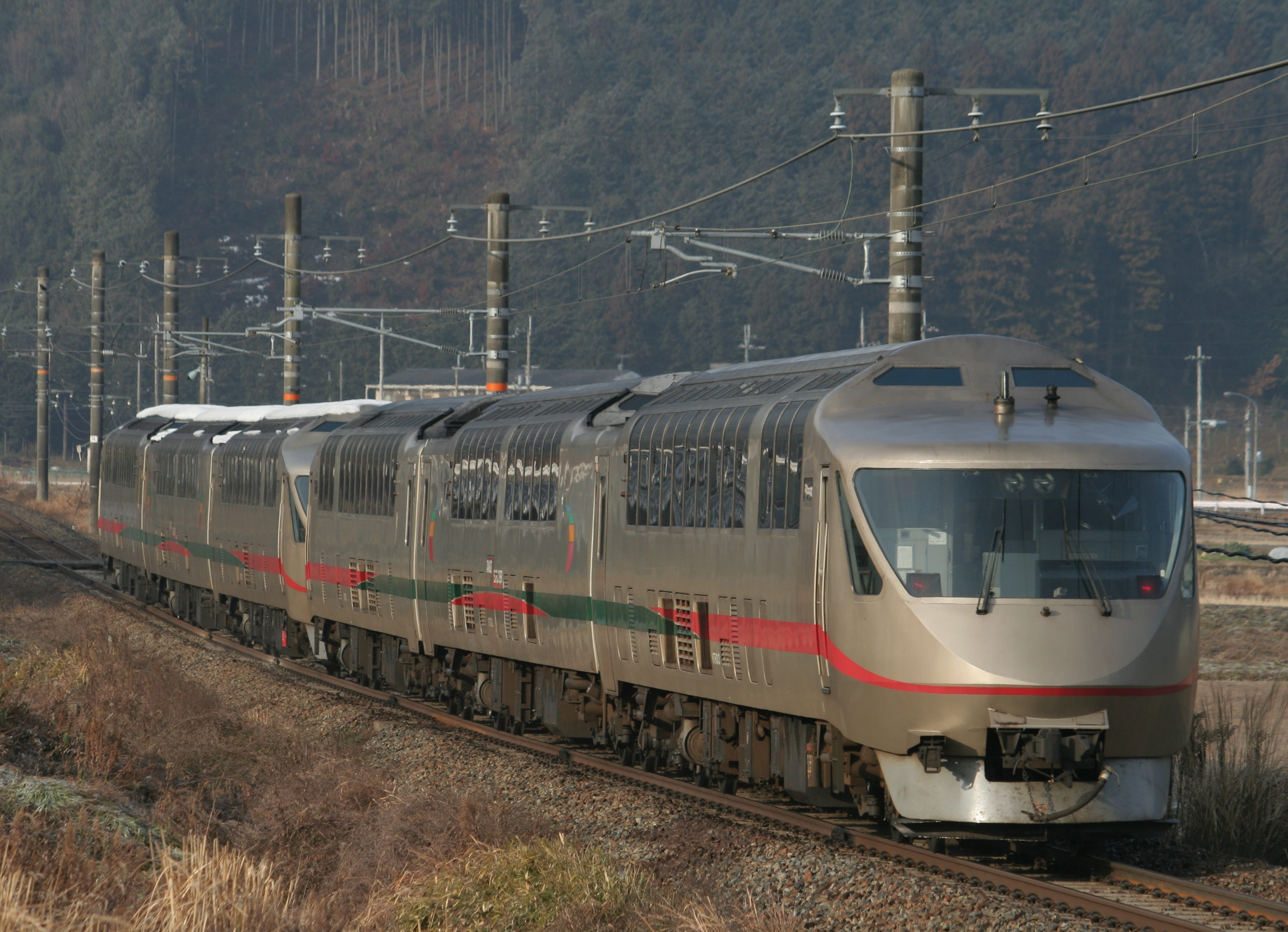
Série KTR 001
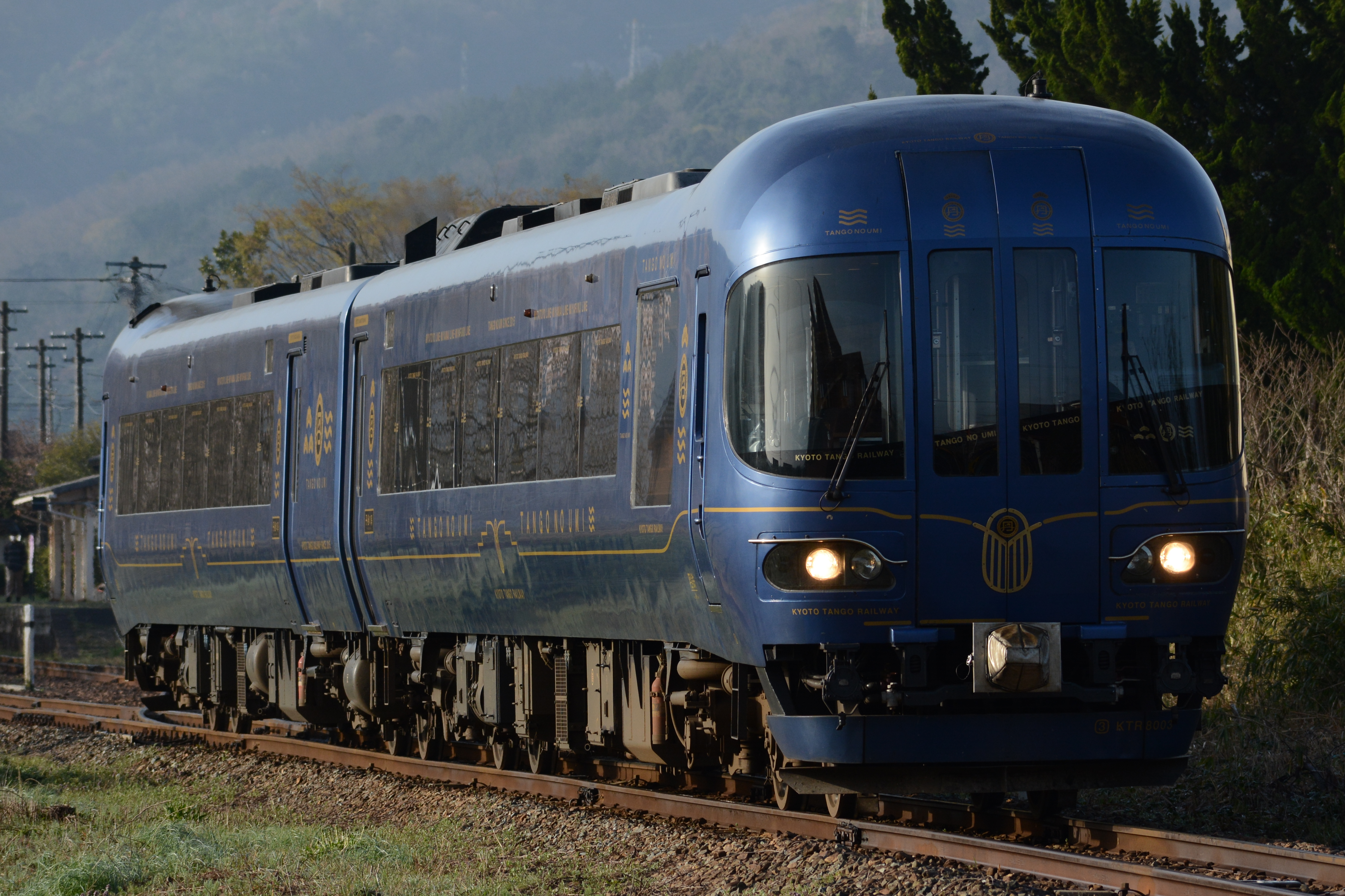
Série KTR 8000
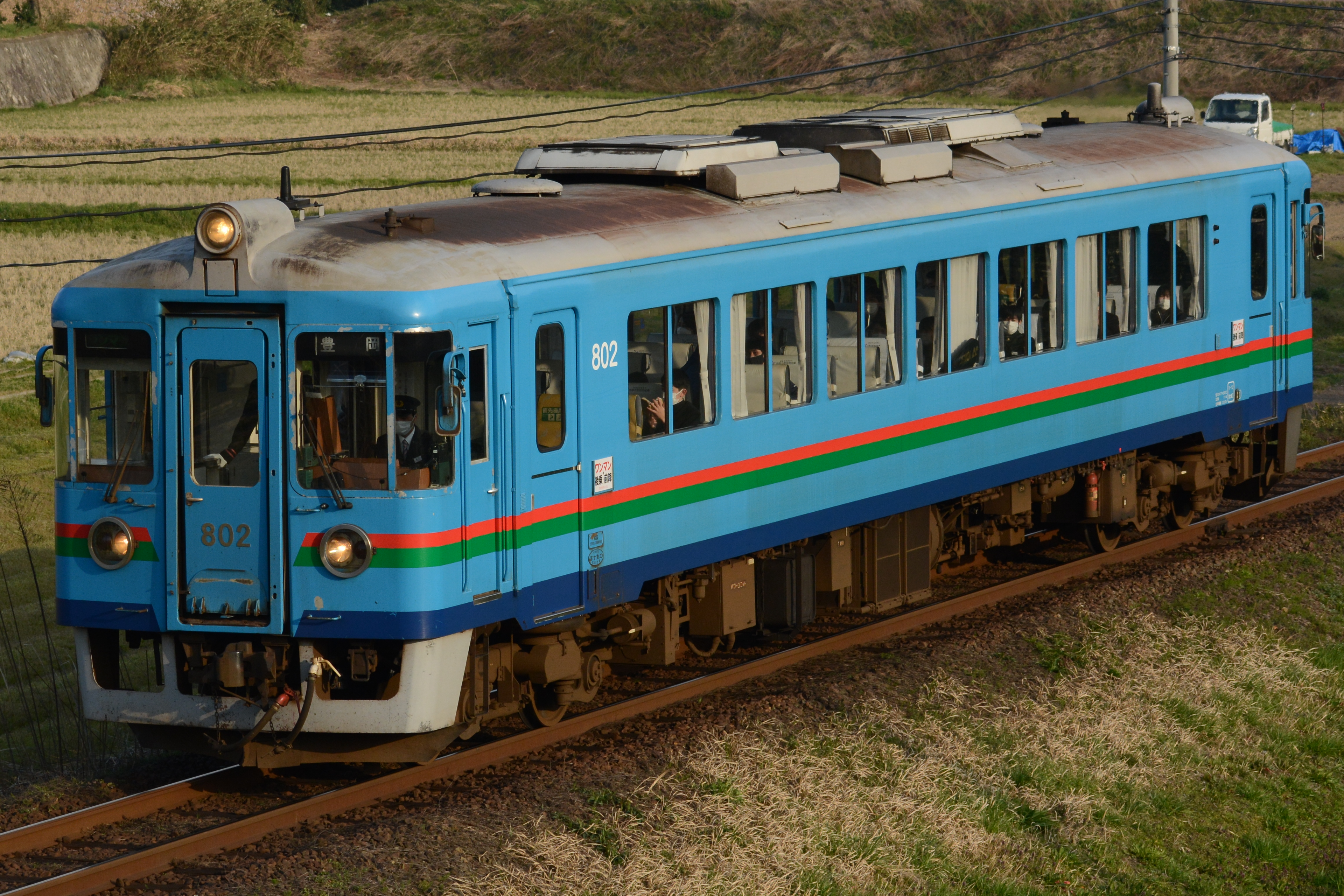
Séries KTR 700 / 800
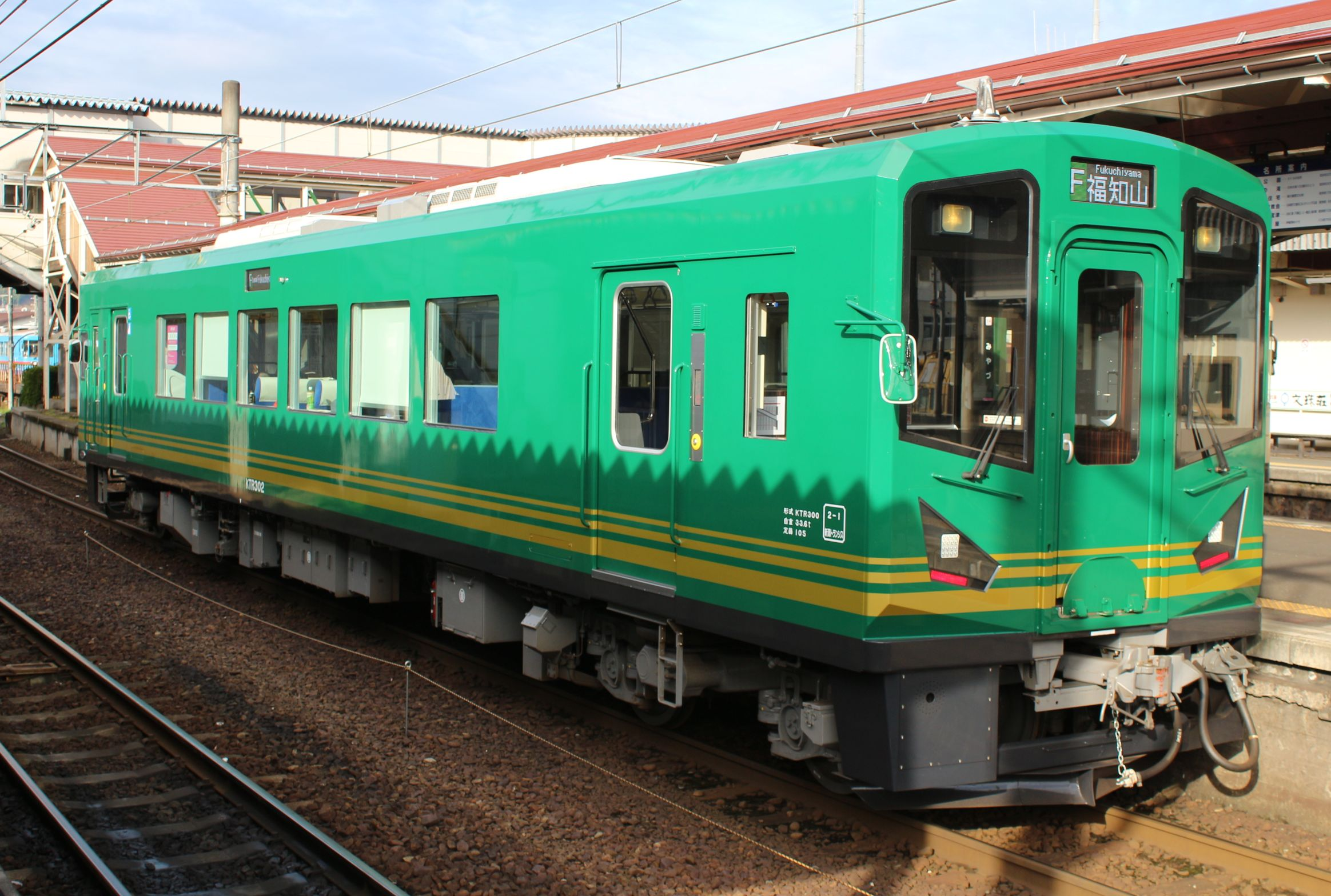
Série MF 300
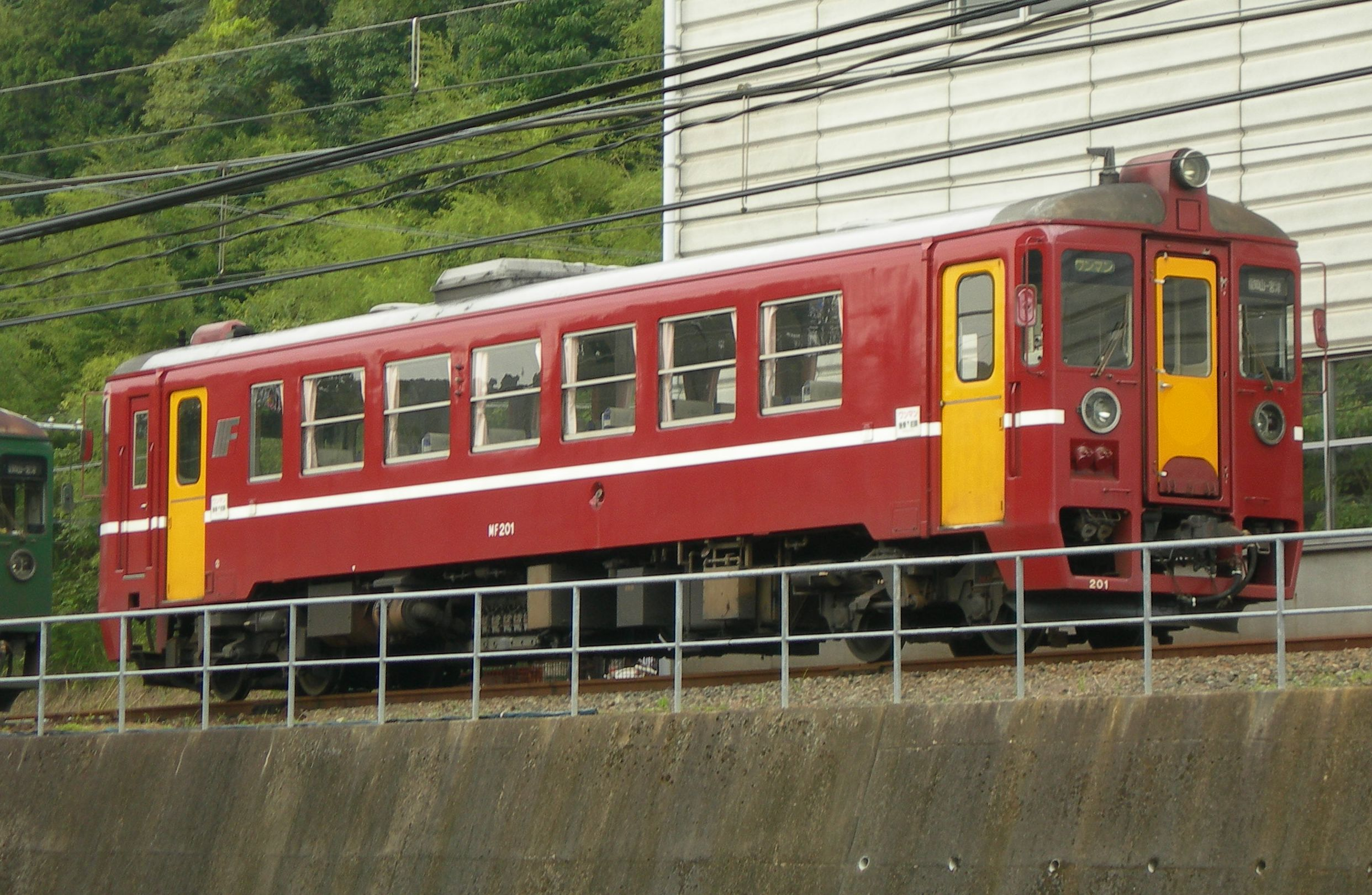
Séries MF 100 / 200
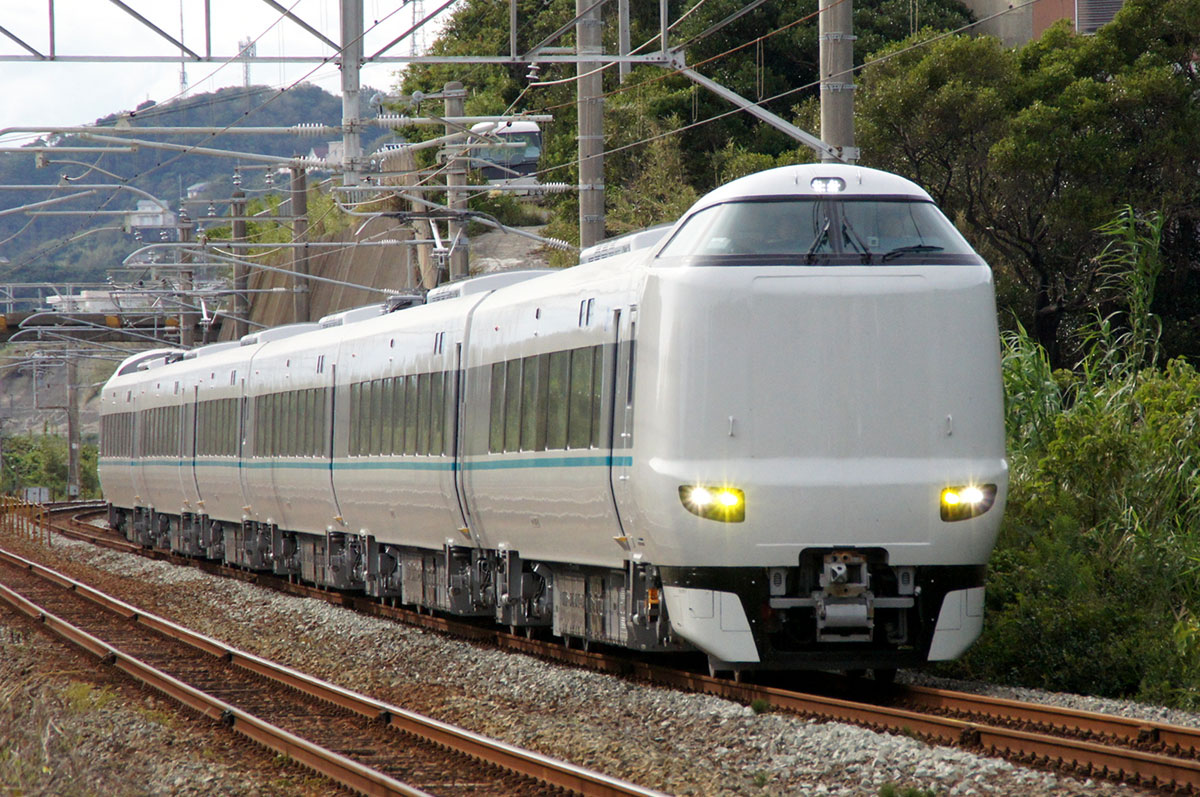
JR West série 287
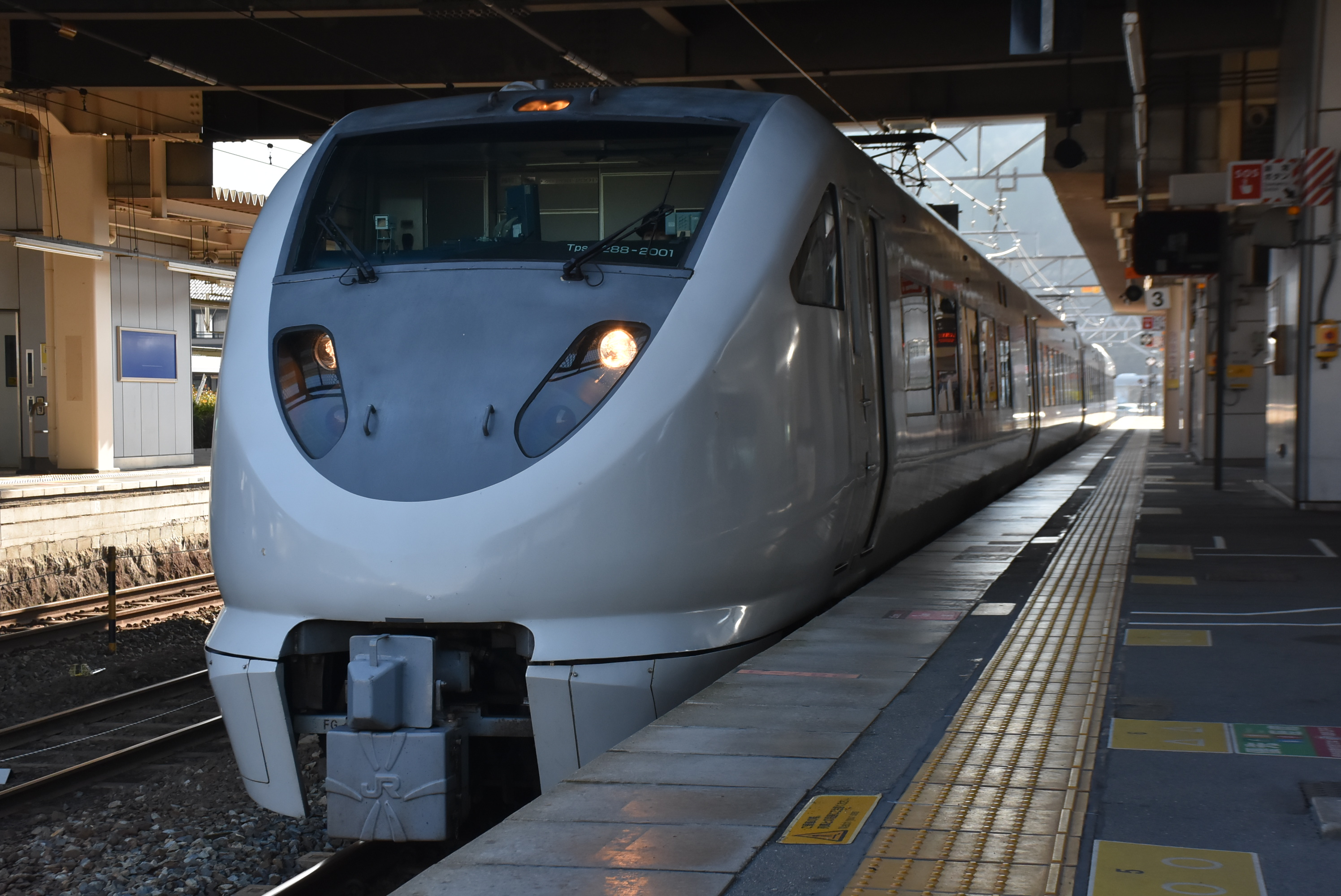
JR West série 289